# Ruda Rzeczka
Ruda Rzeczka – wieś w Polsce położona w województwie podlaskim, w powiecie białostockim, w gminie Czarna Białostocka.
W 1921 roku wieś liczyła 9 domów i 45 mieszkańców, w tym 35 katolików i 10 prawosławnych.
W latach 1975–1998 miejscowość administracyjnie należała do województwa białostockiego.
Siedzibą parafii dla katolickich mieszkańców wsi jest Czarna Wieś Kościelna, w której mieści się parafia pw. Matki Bożej Anielskiej, zaś dla prawosławnych mieszkańców jest to Czarna Białostocka, gdzie znajduje się parafia pw. Świętych Niewiast Niosących Wonności.